# Julienne (prénom)
Julienne est un prénom féminin. C'est la variante féminine de Julien. Il a pour variantes Giliane, Gilianne, Gilliane, Gillianne, Juliana, Juliane, Julianie, Julianna, Julianne, Julienna
* Jhullène en poitevin[réf. nécessaire]
Julienne est aussi un patronyme.

## Origine
Julienne est l'une des formes féminines de Julien.

## Variantes
Il a pour variantes Juliana, Juliane, Julianna et Julienna notamment.

## Date de fête
Il est principalement fêté les 16 février et 5 avril.

## Popularité du prénom
Au début de 2012, plus de 8 897 personnes étaient prénommées Julienne en France. C'est le 252e prénom le plus attribué au siècle dernier dans ce pays, et l'année où il a été attribué le plus est 1909, avec un nombre de 1 037 naissances.

## Personnes portant ce prénom
- Pour voir tous les articles concernant les personnes portant ce prénom, consulter les pages commençant par Julienne.